# Олару, Ралука Андрея
Ралука Андрея Олару (рум. Andreea Raluca Olaru; род. 26 января 2001) — румынская тяжелоатлетка, выступающая в весовой категории до 71 кг. Бронзовый призёр чемпионата Европы 2021 года.

## Биография
Ралука Андрея Олару родилась 26 января 2001 года.

## Карьера
На молодёжном чемпионате мира 2017 года Ралука участвовала в весовой категории до 53 килограммов. Румынка подняла 81 килограмм в рывке и затем толкнула 97 кг, заняв итоговое шестое место с результатом 178 кг. В том же году она завоевала золото молодёжного чемпионата Европы в весовой категории до 58 кг, подняв 185 кг (80 + 105). Спустя год она повторила свой успех, при этом подняв на четыре килограмма меньше (82 + 99). На чемпионате Европы среди юниоров 2018 она заняла второе место, показав лучший результат: 90 килограммов в рывке и 107 в толчке.
На чемпионате Европы 2019 года она перешла в весовую категорию до 64 килограммов, заняв итоговое четвёртое место. Олару подняла 93 килограмма в рывке и 110 в толчке. В том же году выиграла международный турнир во Франции с результатом 201 кг.
На международном чемпионате солидарности стала второй, подняв 208 килограммов (95 + 113).
Вошла в состав сборной Румынии на взрослый чемпионат Европы 2021 года в Москве в категории до 71 килограмма. Завоевала бронзовую медаль с результатом на штанге 218 килограмм, в упражнении "рывок" подняла штангу весом 98 кг и стала обладателем малой золотой медали.